# Psihologie diplomatică
Psihologia diplomatică este o ramură a psihologiei generale, aplicată în mediul diplomatic.

## Mediul diplomatic
Mediul  diplomatic reunește totalitatea factorilor de natură psiho-fiziologică, socio-culturală și materială, care exercită influențe asupra personalului diplomatic și implicit asupra misiunii acestuia.

## Obiectul de activitate al psihologiei diplomatice
Obiectul de activitate al psihologiei diplomatice este reprezentat de un segment bine delimitat al realității psiho-sociale ce reunește, pe de o parte, personalul destinat să reprezinte țara/organizația, în misiunile diplomatice și pe de altă parte, totalitatea interacțiunilor dintre actorii mediului diplomatic.
Psihologia diplomatică își dezvoltă domeniul de activitate atât apelând la legile, normele, conceptele, constatările psihologiei generale, cât și prin dezvoltarea propriilor concepte și norme, specifice mediului diplomatic.
Obiectivele psihologiei diplomatice (după dr. psih. Cristian Dobre)
Obiectivele teoretice de bază sunt:
- dezvoltarea cadrului conceptual de operare;
- explicarea științifică a fenomenelor și proceselor psihologice specifice mediului diplomatic;
- validarea unor teorii, metode și procedee conceptuale cu privire la derularea unor procese psihologice specifice mediului diplomatic;
- identificarea particularităților proceselor psihologice ale actorilor umani (individuali și colectivi) ai mediului diplomatic.

## Obiectivele psihologiei diplomatice
Obiectivele practic-aplicative de bază ale psihologiei diplomatice sunt reprezentate de:
- organizarea și diversificarea aparatului psiho-metodologic propriu de cercetare;
- punerea în evidență, prin cercetări concrete, a unor legități cu privire la manifestarea psihologiei în mediul diplomatic;
- eficientizarea procesului de adaptare a personalului diplomatic la mediul în care își desfășoară activitatea;
- promovarea unor programe de asistență psihologică pentru diplomați;
- dezvoltarea unor sisteme de evaluare psihologică mai adecvate pentru candidații destinați să ocupe o funcție diplomatică sau de suport;
- prognozarea evoluției psiho-comportamentale a diplomatului la post;
- anticiparea solicitărilor de natură psihologică ce îi pot afecta diplomatului capacitatea de lucru;
- îmbunătățirea programelor de pregătire psihologică a diplomaților, înainte de plecarea în misiune;
- dezvoltarea programelor psihologice specifice de îmbunătățire a capacităților intelectual-cognitive și emoționale ale diplomaților;
- dezvăluirea complexității psihologice a mediului diplomatic;
- prevenirea unor comportamente deviante, în mediul diplomatic.

Obiectivele operaționale de bază sunt reprezentate de:
- punerea la dispoziția diplomatului a unor modalități specifice de autocunoaștere și autoreglare adaptativă în timp real;
- creșterea eficienței actului de negociere;
- dezvoltarea tehnicilor de întocmire a profilului psihologic de la distanță al potențialilor interlocutori;
- punerea la dispoziția diplomatului a unor mijloace psihologice de identificare a formelor de agresiune psihologică și de apărare împotriva acestora;
- dezvoltarea tehnicilor de recuperare psihologică și de potențare a psihicului diplomatului;
- perfecționarea unor modalități psihologice de creștere a puterii persuasive a diplomatului, în relația sa cu terți;
- identificarea mijloacelor de stimulare a înțelegerii multiculturalității de către diplomat, cu scopul creșterii eficienței sale profesionale;
- decelarea influențelor multiculturale asupra personalității.

Reprezentanți
Pentru mulți ani, psihologia și diplomația au fost unite doar prin domeniul negocierii.
În ultimii ani, diplomați și psihologi din SUA, Franța, Germania, Israel  și România au încercat să definească  domeniul psihologiei diplomatice și să identifice legăturile intime dintre cele domenii. Deși numărul de lucrări dedicate acestui domeniu este relativ redus, este de remarcat faptul că una dintre primele cărți dedicate acestui domeniu a fost publicată în România.
Astfel, prima lucrare de psihologie diplomatică a fost redactată și publicată de dr. Cristian DOBRE (psiholog și diplomat) în anul 2012 și republicată în 2013.

## Legăturiexterne
- Simpozionul național de psihologie al Poliției Române. Direcții și perspective ale cercetării și practicii psihologice în context organizațional – ediția a VI-a – Arhivat în 21 februarie 2014, la Wayback Machine., 2013, editura.mai.gov.ro